# Percy Tau
Percy Tau (Witbank, 13 mei 1994) is een Zuid-Afrikaans profvoetballer die bij voorkeur als aanvaller speelt. Sinds 2021 speelt hij voor het Egyptische Al-Ahly. Tau maakte in 2015, tijdens een wedstrijd tegen het Angolees voetbalelftal, zijn debuut voor het nationaal team van Zuid-Afrika.

## Clubcarrière

### Mamelodi Sundowns
Tau begon zijn professionele loopbaan bij Mamelodi Sundowns, waar hij in 2014 doorstroomde uit het jeugdteam. op 25 februari 2018 maakte hij zijn debuut tegen Orlando Pirates, in een wedstrijd die uiteindelijk met 1-0 werd verloren. Dit was de enige wedstrijd die hij in het seizoen zou spelen, waarin zijn club kampioen werd. In het volgende seizoen stond Tau zeven keer op het veld, waarvan een keer in de CAF Champions League en 1 in de MTN 8. Aan het einde van seizoen 2014/15 dreigde Percy Tau Mamelodi Sundowns te moeten verlaten, maar op advies van jeugdcoach Rhulani Mokhwena werd hij in plaats daarvan verhuurd. In het seizoen 2015/16 werd hij dus verhuurd, aan Witbank Spurs, een voetbalclub uit zijn geboortestad die op het tweede niveau van Zuid-Afrika speelde. Daar debuteerde hij in februari 2016, en speelde hij elf wedstrijden, waarin hij driemaal maal scoorde.
Toen hij in het seizoen 2016/17 terugkeerde bij Mamelodi Sundowns dwong hij een basisplaats af en speelde hij in totaal 43 wedstrijden, waarvan hij in elf wedstrijden trefzeker was. In dit seizoen pakte hij zijn eerste prijs als basisspeler, namelijk de CAF Super Cup. Het daaropvolgende seizoen was zijn beste en mede daarom laatste seizoen voor de club. Hij won Voetballer van het Jaar, Spelers' Speler van het Jaar, werd gedeeld winnaar van de Lesley Manyathela Gouden Schoen en hielp Mamelodi Sundowns hiermee naar de titel. Door deze prestaties kwam hij in de interesse te staan van verschillende Europese clubs.

### Uitleenbeurten
Op 20 juli 2018 ondertekende Tau een vierjarig contract bij Brighton & Hove Albion. Met een transfersom van 3,2 miljoen euro werd hij de duurste verkochte Zuid-Afrikaan uit eigen competitie. Hij kreeg echter geen werkvergunning, waardoor hij verhuurd moest worden. Op 15 augustus 2018 werd hij verhuurd aan het Belgische Union Sint-Gillis, de club waar Brighton-voorzitter Tony Bloom een groot aandeel van bezit. Na een succesvolle passage in Eerste klasse B, met geweldige bekercampagne, kwam Percy op de radar van Club Brugge terecht. De Bruggelingen huurden de aanvaller voor een seizoen. In het seizoen 2020/21 werd Tau verhuurd aan RSC Anderlecht. Op de tweede speeldag, tijdens de eerste thuiswedstrijd van het seizoen tegen Sint-Truiden debuteerde hij als invaller. Hij scoorde ook meteen zijn eerste doelpunt.

## Clubstatistieken
| Seizoen     | Club              | Competitie            | Competitie | Competitie | Competitie | Beker | Beker | Beker | Internationaal | Internationaal | Internationaal | Totaal | Totaal | Totaal |
| Seizoen     | Club              | Competitie            | Wed.       | Dlp.       | Ass.       | Wed.  | Dlp.  | Ass.  | Wed.           | Dlp.           | Ass.           | Wed.   | Dlp.   | Ass.   |
| ----------- | ----------------- | --------------------- | ---------- | ---------- | ---------- | ----- | ----- | ----- | -------------- | -------------- | -------------- | ------ | ------ | ------ |
| 2013/14     | Mamelodi Sundowns | Premier Soccer League | 1          | 0          | 0          | 0     | 0     | 0     | —              | —              | —              | 1      | 0      | 0      |
| 2014/15     | Mamelodi Sundowns | Premier Soccer League | 5          | 0          | 0          | 2     | 0     | 0     | 1              | 1              | 0              | 8      | 1      | 0      |
| 2015/16     | Mamelodi Sundowns | Premier Soccer League | 0          | 0          | 0          | 0     | 0     | 0     | 7              | 2              | 2              | 7      | 2      | 2      |
| 2016/17     | Mamelodi Sundowns | Premier Soccer League | 29         | 7          | 7          | 7     | 0     | 0     | 13             | 1              | 1              | 49     | 8      | 8      |
| 2017/18     | Mamelodi Sundowns | Premier Soccer League | 30         | 11         | 15         | 5     | 2     | 1     | 3              | 0              | 1              | 38     | 13     | 17     |
| Club Totaal | Club Totaal       | Club Totaal           | 65         | 18         | 22         | 14    | 2     | 1     | 24             | 4              | 4              | 103    | 24     | 27     |
| 2018/19     | Brighton          | Premier League        | 0          | 0          | 0          | 0     | 0     | 0     | —              | —              | —              | 0      | 0      | 0      |
| Club Totaal | Club Totaal       | Club Totaal           | 0          | 0          | 0          | 0     | 0     | 0     | 0              | 0              | 0              | 0      | 0      | 0      |
| 2018/19     | → Union SG        | Proximus League       | 29         | 9          | 11         | 6     | 4     | 2     | —              | —              | —              | 35     | 13     | 13     |
| Club Totaal | Club Totaal       | Club Totaal           | 29         | 9          | 11         | 6     | 4     | 2     | 0              | 0              | 0              | 35     | 13     | 13     |
| 2019/20     | → Club Brugge     | Jupiler Pro League    | 18         | 3          | 4          | 4     | 1     | 2     | 8              | 0              | 2              | 30     | 4      | 8      |
| Club Totaal | Club Totaal       | Club Totaal           | 18         | 3          | 4          | 4     | 1     | 2     | 8              | 0              | 2              | 30     | 4      | 8      |
| 2020/21     | → RSC Anderlecht  | Jupiler Pro League    | 14         | 4          | 1          | 0     | 0     | 0     | —              | —              | —              | 14     | 4      | 1      |
| Club Totaal | Club Totaal       | Club Totaal           | 14         | 4          | 1          | 0     | 0     | 0     | 0              | 0              | 0              | 14     | 4      | 1      |
| 2020/21     | Brighton          | Premier League        | 3          | 0          | 1          | 3     | 0     | 0     | —              | —              | —              | 6      | 0      | 1      |
| Club Totaal | Club Totaal       | Club Totaal           | 3          | 0          | 1          | 3     | 0     | 0     | 0              | 0              | 0              | 6      | 0      | 1      |
| 2021/22     | Al-Ahly           | Premier League        | 20         | 5          | 0          | 4     | 0     | 0     | 11             | 3              | 6              | 35     | 8      | 6      |
| 2022/23     | Al-Ahly           | Premier League        | 21         | 3          | 2          | 5     | 1     | 0     | 16             | 6              | 5              | 42     | 10     | 7      |
| 2023/24     | Al-Ahly           | Premier League        | 10         | 7          | 0          | 3     | 0     | 0     | 20             | 2              | 0              | 33     | 9      | 0      |
| 2024/25     | Al-Ahly           | Premier League        | 6          | 0          | 0          | 2     | 0     | 0     | 8              | 3              | 1              | 16     | 3      | 1      |
| Club Totaal | Club Totaal       | Club Totaal           | 57         | 15         | 2          | 14    | 1     | 0     | 55             | 14             | 12             | 126    | 30     | 14     |
| 2024/25     | Qatar SC          | Stars League          | 5          | 0          | 3          | 0     | 0     | 0     | —              | —              | —              | 5      | 0      | 3      |
| Club Totaal | Club Totaal       | Club Totaal           | 5          | 0          | 3          | 0     | 0     | 0     | 0              | 0              | 0              | 5      | 0      | 3      |
| Totaal      | Totaal            | Totaal                | 191        | 49         | 44         | 41    | 8     | 5     | 87             | 18             | 18             | 319    | 75     | 67     |

## Interlandcarrière
Tau maakte zijn debuut voor het Zuid-Afrikaans voetbalelftal op 17 oktober 2015 in een vriendschappelijke wedstrijd tegen Angola, die met 2-0 verloren ging. Zijn eerste goal voor de nationale ploeg kwam op 25 maart 2017, toen hij de 2-0 scoorde in een vriendschappelijke wedstrijd tegen Guinee-Bissau (3-1).

## Erelijst
Mamelodi Sundowns
- ABSA Premiership

2013/14, 2017/18
- Beker van Zuid-Afrika

2014/15
- Telkom Knockout Cup

2015
- CAF Champions League

2016
- CAF Super Cup

2016/17
- Topscorer ABSA Premiership

2017/18
 Club Brugge
- Jupiler Pro League

2019/20

## Trivia
- Tau scoorde bij Union Sint-Gillis, Club Brugge en RSC Anderlecht zijn eerste officiële doelpunt telkens via een stift.[1][2][3]
- Tau zorgde zowel bij Union als later bij Club Brugge en Anderlecht voor een overspoeling van Zuid-Afrikaanse fans op de sociale mediakanalen van de desbetreffende clubs.[4]